# Monique Lhuillier

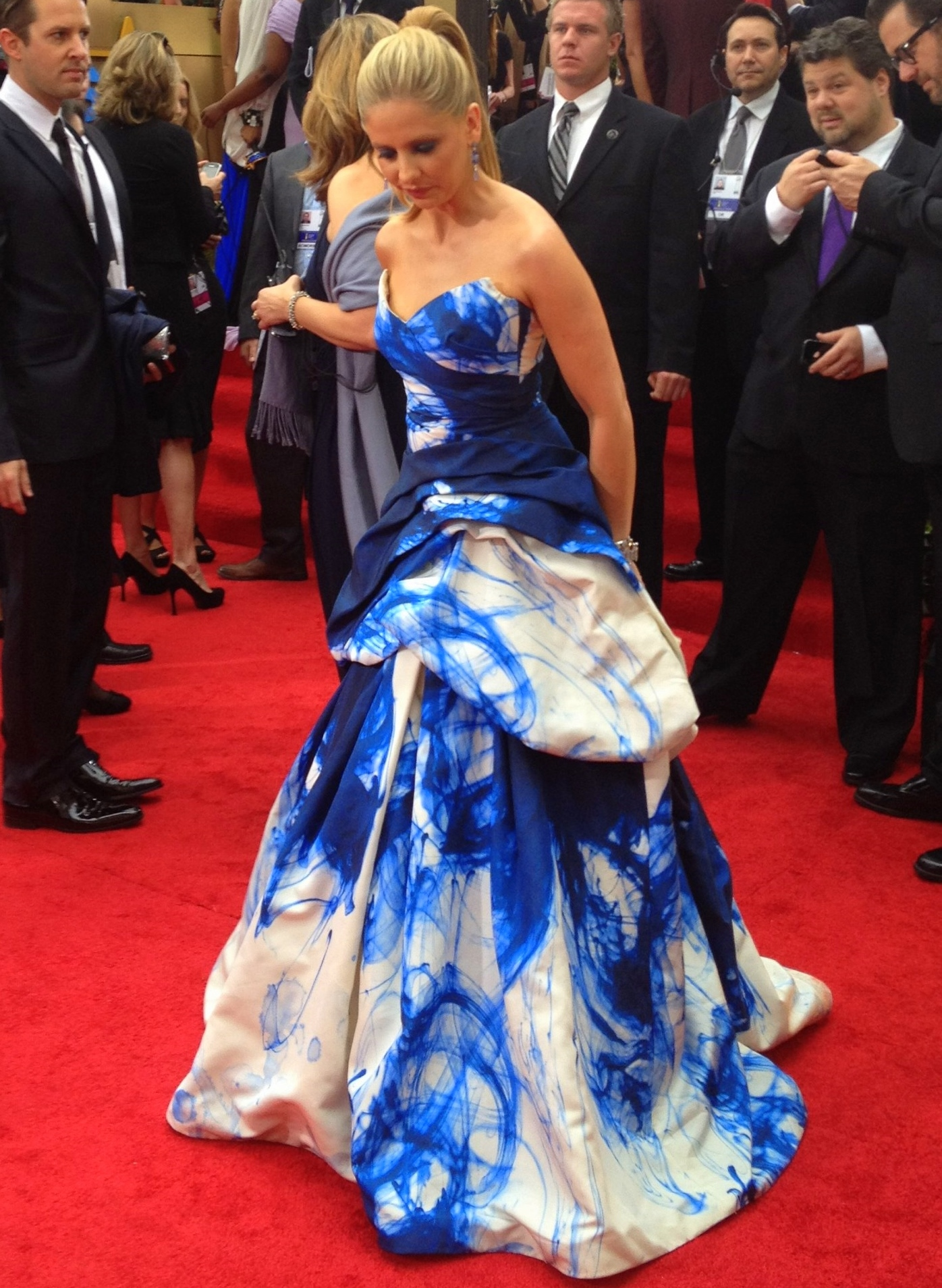
Sarah Michelle Gellar in een jurk van Monique Lhuillier tijdens de uitreiking van de Golden Globe Awards in 2012.

Diane Monique Llamas Lhuillier (Cebu City, 15 september 1971) is een Filipijnse modeontwerpster die vooral bekendstaat om haar bruidsjurken. Lhuillier ontwierp bruidsjurken voor onder andere Britney Spears, Kristen Stewart, Carrie Underwood, Hilary Duff en de Filipijnse actrice en zangeres Regine Velasquez.

## Biografie
Lhuillier werd geboren in 1971 in de Filipijnse stad Cebu. Ze is de dochter van Michel J. Lhuillier, een Filipijnse zakenman en Amparito Llamas, een Filipijnse socialite. Ze ging naar een kostschool in de Zwitserse stad Lausanne en volgde daarna een opleiding aan het Institute of Design and Merchandising. Een belangrijke reden voor haar om bruidsjurken te gaan ontwerpen was de frustratie die ze had vanwege het gebrek aan keus voor haar eigen trouwerij in 1996. Lhuillier staat bekend om haar de manier waarop ze in staat is om klassieke bruidsjurkmaterialen te combineren met moderne modetrends. Haar bruidsjurken ogen zowel traditioneel als sexy en zijn als gevolg daarvan populair onder beroemdheden. Zo ontwierp Lhuillier bruidsjurken voor onder ander Britney Spears, Kristen Stewart, Carrie Underwood, Hilary Duff, Sarah Gore (dochter van Al Gore), Heidi Montag en de Filipijnse actrice en zangeres Regine Velasquez